# Дикинсън (окръг, Мичиган)
Вижте пояснителната страница за други значения на Дикинсън.
Окръг Дикинсън (на английски: Dickinson County) е окръг в щата Мичиган, Съединени американски щати. Площта му е 2012 km², а населението - 27 472 души (2000). Административен център е град Айрън Маунтин.